# Patrick Gaubert
Patrick Gaubert (ur. 6 lipca 1948 w Paryżu) – francuski polityk, działacz społeczny i dentysta, eurodeputowany VI kadencji (2004–2009). Kawaler Legii Honorowej.

## Życiorys
Z wykształcenia doktor chirurgii dentystycznej, zawodowo związany z systemem paryskim szpitali (Assistance publique – Hôpitaux de Paris). W latach 1986–1988 i 1993–1995 był specjalnym doradcą ministrów spraw wewnętrznych ds. przeciwdziałania rasizmowi i ksenofobii. W latach 80. zasiadał w radzie miejskiej Courbevoie, pełnił tam funkcję przewodniczącego grupy radnych gaullistowskiego Zgromadzenia na rzecz Republiki.
W wyborach w 2004 został wybrany do Parlamentu Europejskiego z listy Unii na rzecz Ruchu Ludowego. Zasiadał w grupie chadeckiej, był wiceprzewodniczącym Komisji Wolności Obywatelskich, Sprawiedliwości i Spraw Wewnętrznych oraz Podkomisji Praw Człowieka. W 2009 nie ubiegał się o reelekcję.
Od 1999 do 2010 przez cztery kadencje był przewodniczącym Międzynarodowej Ligi przeciwko Rasizmowi i Antysemityzmowi (LICRA). W 2008 stanął na czele rady ds. integracji (Haut Conseil à l'intégration).